# Cerodontha iridicola
Cerodontha iridicola är en tvåvingeart som först beskrevs av Koizumi 1953.  Cerodontha iridicola ingår i släktet Cerodontha och familjen minerarflugor. Inga underarter finns listade i Catalogue of Life.